# Бороусы
Бороусы (латыш. Baravusi, Borousi) — деревня в России, в Пыталовском районе Псковской области. Входит в Гавровскую волость.
Деревня расположена в 14 км к юго-востоку от города Пыталово на реке Лжа.
C 1920 до 1944 гг. входила в состав Яунлатгальского (Абренского) уезда Латвии.

## Население
| 2001 | 2002 | 2010 |
| ---- | ---- | ---- |
| 360  | ↘301 | ↗321 |

Численность населения к началу 2001 года составляла 360 жителей.